# Guillaume Bayeux
Cet article concerne l'ingénieur des ponts et chaussées. Pour les autres significations, voir Bayeux (homonymie).
 Guillaume Bayeux, frère de Mathieu Bayeux, mort en 1762, est un ingénieur des ponts et chaussées français, qui s’est principalement illustré dans la direction de travaux dans la ville de Paris.

## Biographie
Guillaume Bayeux, inspecteur du pavé de Paris en 1739, fut nommé inspecteur général des ponts et chaussées en 1755 et admis à la retraite comme son frère en 1760. Il est mort en 1762.

## Travaux
Les fonctions de Guillaume Bayeux comme inspecteur du pavé de Paris comprenaient la direction de tous les travaux de la cité. Dès cette époque, on reconnaissait l’alliance intime des ingénieurs de la ville de Paris avec le Corps des ponts et chaussées, car lors de l'institution de l'assemblée des ponts et chaussées par Daniel-Charles Trudaine, en 1747, Guillaume Bayeux fut admis à y siéger avec les inspecteurs généraux et à y faire des rapports.